# Inel semiprim

a unei porțiuni din de ideale ale numerelor întregi Nodurile violet și verzi sunt ideale semiprime, cele violet sunt ideale prime, iar cele violet și albastre sunt ideale primare.

În teoria inelelor⁠(d) inelele semiprime și idealele semiprime sunt generalizări ale inelelor prime și ale idealelor prime. În algebra comutativă inelele semiprime sunt aceleași cu inelele reduse, iar idealele semiprime sunt numite și ideale radicale.
De exemplu, în inelul numerelor întregi, idealele semiprime sunt idealul nul, împreună cu acele ideale de forma {\displaystyle n\mathbb {Z} } unde n este un număr liber de pătrate. Deci {\displaystyle 30\mathbb {Z} } este un ideal semiprim al numerelor întregi (deoarece 30 = 2 × 3 × 5, fără factori primi repetați), dar {\displaystyle 12\mathbb {Z} \,} nu este (deoarece 12 = 22 × 3, cu un factor prim repetat).
Clasa inelelor semiprime cuprinde inelele semiprimitive, inelele prime și inelele reduse.
Cele mai multe definiții și afirmații din acest articol apar în lucrările lui Lam.

## Definiții
Pentru un inel comutativ R, un ideal propriu A este un ideal semiprim dacă A îndeplinește oricare dintre următoarele condiții echivalente:
- Dacă xk este în A pentru un număr întreg pozitiv k și elementul x din R, atunci x este în A.
- Dacă y este în R dar nu și în A, toate puterile întregi pozitive ale lui y nu sunt în A.

Ultima condiție, complementul să fie „închis pentru puteri”, este analogă cu faptul că complementele idealelor prime sunt închise pentru înmulțire.
Ca și în cazul idealelor prime, acest lucru este extins la anumite inele necomutative. Următoarele condiții sunt definiții echivalente pentru un ideal semiprim A într-un inel R:
- Pentru orice ideal J din R, dacă J k⊆A pentru un număr natural k, atunci J⊆A.
- Pentru orice ideal drept J din R, dacă J k⊆A pentru un număr natural k, atunci J⊆A.
- Pentru orice ideal stâng J din R, dacă J k⊆A pentru un număr natural k, atunci J⊆A.
- Pentru orice x din R, dacă xRx⊆A, atunci x este în A.

Din nou, există un analog necomutativ al idealelor prime ca complemente ale m-sistemelor. O submulțime nevidă S a unui inel R se numește n-sistem dacă pentru orice s din S există un r în R astfel încât srs este în S. Cu această noțiune, un punct echivalent suplimentar poate fi adăugat la lista de mai sus:
- R\A este un n-sistem.

Inelul R se numește inel semiprim dacă idealul nul este un ideal semiprim. În cazul comutativ, aceasta este echivalent cu faptul că R este un inel redus, deoarece R nu are elemente nilpotente nenule. În cazul necomutativ, inelul pur și simplu nu are ideale nilpotente drepte nenule. Deci, în timp ce un inel redus este întotdeauna semiprim, reciproca nu este adevărată. (Inelul complet al matricelor 2 × 2 peste un corp este semiprim cu elemente nilpotente nenule.)

## Proprietăți generale ale idealelor semiprime
Pentru început, este evident că idealele prime sunt semiprime și că pentru inelele comutative un ideal primar semiprim este prim.
În timp ce intersecția idealelor prime nu este de obicei primă, ea este un ideal semiprim. Se poate arăta că și reciproca este adevărată, că fiecare ideal semiprim este intersecția unei familii de idealei prime.
Pentru orice ideal B dintr-un inel R se pot forma următoarele mulțimi:
{\displaystyle {\sqrt {B}}:=\bigcap \{P\subseteq R\mid B\subseteq P,P{\mbox{ un ideal prim }}\}\subseteq \{x\in R\mid x^{n}\in B{\mbox{ pentru unele }}n\in \mathbb {N} ^{+}\}}
Mulțimea {\displaystyle {\sqrt {B}}} este definiția radicalului lui B și este în mod evident un ideal semiprim care îl conține pe B și de fapt este cel mai mic ideal semiprim care îl conține pe B. Includerea de mai sus este uneori corectă în cazul general, dar pentru inelele comutative devine o egalitate.
Cu această definiție, un ideal A este semiprim dacă și numai dacă {\displaystyle {\sqrt {A}}=A}. În acest moment este evident și că orice ideal semiprim este de fapt intersecția unei familii de ideale prime. Mai mult, aceasta arată că intersecția oricăror două ideale semiprime este și ea semiprimă.
Prin definiție, R este semiprim dacă și numai dacă {\displaystyle {\sqrt {\{0\}}}=\{0\}}, adică intersecția tuturor idealelor prime este vidă. Acest ideal {\displaystyle {\sqrt {\{0\}}}} este notat cu {\displaystyle Nil_{*}(R)} și numit și nilradicalul inferior al unui inel Baer, radicalul Baer-Mccoy, sau radicalul prim al lui R.